# Bipolarni afektivni poremećaj
Bipolarni afektivni poremećaj (BAP) je poremećaj raspoloženja za kojeg je nekad bio uvriježen izraz "manična depresija". Oko 1% opće populacije boluje od ovog poremećaja. Za razliku od tmurnosti opće depresije, bipolarni poremećaj odlikuje se izmjenama manije i depresije u određenim vremenskim periodima. U odnosu na te vremenske periode, ali i na druge faktore, kao sto su intenzitet tih faza, bipolarni poremećaj se dijeli na više vrsta. Kako znanost napreduje, tako i shvaćanje o ovom poremećaju raste. Bolest obično nastupa u doba adolescencije ili ranog zrelog doba. Kod žena se uglavnom prvo javlja depresivna faza, dok je u muškaraca prva faza najčešće manična. U skorije vrijeme, u korelaciju s bipolarnom psihozom dovodi se i veća frekventnost i intenzitet kreativnosti oboljelih, što ide u prilog činjenici da je veliki broj umjetnika razvijao upravo ovu bolest za svog života.

## Definicija manije
Manija je endogena psihoza, rjeđe se javlja samostalno, češće je udružena s depresijom u jedan krug, kao cirkulatorna (bipolarna psihoza). Manija počinje u mlađoj dobi, a za nju su karakteristični poremećaji mišljenja, afekta i motorike. Misli naviru bujicom, a raspoloženje je bez razloga podignuto pa bolesnik zrači vedrinom, srećom ili samopouzdanjem. Vremenom se takav bolesnik iscrpljuje.

## Definicija bipolarnog afektivnog poremećaja
Bipolarni afektivni poremećaj endogena je duševna bolest u kojoj se izmjenjuju epizode manije i depresije. Spada u teške endogene psihoze. Smjenjivanje faza je neodređeno pa dolazi do kraćih maničnih i dugih depresivnih razdoblja, ili obrnuto. Ne oštećuje bolesnikovu ličnost, a između napada bolesnik izgleda zdrav. Nešto je češća kod debljih osoba. Klinička slika ovisi o epizodi u kojoj se bolest nalazi, maničnoj ili depresivnoj.

## Simptomi
- depresivni simptomi  - izolacija od okoline, suicidalne misli, umor i gubitak energije (više info https://www.krenizdravo.rtl.hr/zdravlje/mentalno_zdravlje/bipolarna-depresija-poremecaj-simptomi-i-lijecenje  Arhivirana inačica izvorne stranice od 3. listopada 2019. (Wayback Machine))
- manični simptomi - dva su tipa bipolarne depresije u slučaju tipa 2 radi se o hipomaniji u kojoj se uočava hiperaktivnost, manja potreba za snom i povećan apetit.
- ciklusi ova dva raspoloženja.

## Slavne osobe s bipolarnim poremećajem
Mnogo poznatih ličnosti pati od ovog poremećaja, a najčešći je u glumaca i pjevača.
Neki od najpoznatijih: Demi Lovato, Mariah Carey, Jean Claude Van Damme, Catherine Zeta Jones, Russell Brand, Carrie Fischer (Princeza Leia u Star Warsu), Amy Winehouse, Kurt Cobain, Kanye West, Mel Gibson, Ernest Hemingway, Frank Sinatra, Stephen Fry i dr.